# Florian Bauer
Florian Bauer, född 11 februari 1994, är en tysk bobåkare.

## Karriär
Vid EM 2025 i Lillehammer tog Bauer guld tillsammans med Johannes Lochner, Jörn Wenzel och Georg Fleischhauer i fyrmannabob.